# Jalquin
Jalquin, jedna od lokalnih skupina Costanoan (Ohlone) Indijanaca, koji su živjeli na East Bayu sjeverno od plemena Seunen uz tokove rječica San Leandro, San Lorenzo i Hayward kod Oaklanda. Neki pripadnici oba plemena pokršteni su u studenom 1801. na misiji Dolores u San Franciscu.
Jalquini su bili lovci na jelene, vapitije podvrste Cervus canadensis nannodes i američke antilope (Antilocapra americana). Oni su možda identični plemenu Irgin.